# Kerim Frei
Kerim Frei (* 19. listopadu 1993, Feldkirch, Rakousko) je turecký fotbalista, který je odchovancem anglického Fulhamu. Frei se narodil v Rakousku, ale byl vychován ve Švýcarsku. Přestože jeho otec je z Turecka a jeho matka je z Maroka, rozhodl se reprezentovat zemi, kde vyrůstal. Nakonec se rozhodl pro reprezentování Turecka.

## Kariéra
Frei podával velmi dobré výkony v rezervě Fulhamu a brzo si zahrál za první tým. Svůj debut si odbyl v červenci 2011 v zápase prvního předkola Evropské ligy proti NSÍ Runavík, kdy v 72. minutě střídal Andrewa Johnsona. Poprvé v základní sestavě nastoupil v druhém předkole proti Crusaders. V Premier League debutoval v zápase proti Swansea. Poprvé se trefil v posledním kole základní skupiny Evropské ligy proti Odense, kdy zvyšoval už na 2-0, zápas ale skončil remízou 2-2.

## Statistiky
| Klub                | Sezóna  | Liga | Liga | FA Cup | FA Cup | Ligový pohár | Ligový pohár | Evr. soutěže | Evr. soutěže | Celkem | Celkem |
| Klub                | Sezóna  | Záp. | Góly | Záp.   | Góly   | Záp.         | Góly         | Záp.         | Góly         | Záp.   | Góly   |
| ------------------- | ------- | ---- | ---- | ------ | ------ | ------------ | ------------ | ------------ | ------------ | ------ | ------ |
| Fulham              | 2011–12 | 16   | 0    | 1      | 0      | 1            | 0            | 7            | 1            | 25     | 1      |
| Fulham              | 2012–13 | 7    | 0    | 1      | 0      | 0            | 0            | 0            | 0            | 8      | 0      |
| Cardiff (hostování) | 2012–13 | 3    | 0    | 0      | 0      | 0            | 0            | 0            | 0            | 3      | 0      |
| Celkem              | Celkem  | 26   | 0    | 2      | 0      | 1            | 0            | 7            | 1            | 36     | 1      |